# Кизлярский округ

Кизлярский округ на карте 1940 года

Кизлярский округ — административно-территориальная единица в составе Дагестанской АССР, существовавшая в 1922—1928 гг., и Орджоникидзевского (с 1943 года — Ставропольского) края РСФСР, существовавшая в 1938—1944 годах. Административный центр — город Кизляр.

## История
Постановлением ВЦИК от 16 ноября 1922 года Кизлярский уезд (округ) Терской губернии, без Притеречного участка (включен в состав Моздокского округа), был передан в состав Дагестанской АССР, где на его основе был образован Кизлярский округ. Постановлением ВЦИК от 4 января 1923 г. западная часть бывшего Кизлярского округа Тергубернии (Притеречный участок) также была включена в состав ДАССР. По проекту районирования ДАССР, утвержденному 4 сессией ЦИК ДАССР 6 созыва 22 ноября 1928 г. Кизлярский округ был упразднён, а его участки преобразованы: Караногайский — в Карногайский кантон, Приморский и Таловский — в Кизлярский кантон и Притеречный — в Шелковской кантон.
Повторно образован 22 февраля 1938 года на территории, отошедшей от Дагестанской АССР к Орджоникидзевскому краю.
В августе 1942 года началась оккупация округа немецкими войсками, за исключением Кизлярского, Шелковского и части Караногайского районов.
22 марта 1944 года Кизлярский округ был упразднён, его районы переданы в состав вновь образованной Грозненской области.
В настоящее время территория бывшего Кизлярского округа относится к Дагестану, Ставропольскому краю и Чечне.

## Административное деление
С 1922 по 1928 г. округ делился на следующие участки:
- Караногайский — с. Терекли-Мектеб
- Притеречный — ст. Червлённая
- Приморский — ст. Александрийская
- Таловский — ст. Александро-Невская

и город окружного подчинения Кизляр.
С 1938 по 1944 гг. округ делился на 5 районов (Ачикулакский, Караногайский, Каясулинский, Кизлярский, Шелковской) и 1 город окружного подчинения Кизляр.

## Население
По данным переписи населения 1939 года, в округе проживало 155,2 тыс. человек. В том числе русские — 69,3 %; ногайцы — 13,6 %; армяне — 2,4 %, украинцы — 2,4 %; немцы — 1,3 %.